# لیبرتی پراپرتی
لیبرتی پراپرتی (انگلیسی: Liberty Property) شرکت املاک آمریکایی است، که در سال ۱۹۷۲ تأسیس شد.